# Friedrich Ludwig Hirsch
Friedrich Ludwig Hirsch (* 25. Oktober 1828 in Alsheim; † 31. Dezember 1919 ebenda) war ein hessischer Gutsbesitzer und Politiker (NLP) und Abgeordneter der 2. Kammer der Landstände des Großherzogtums Hessen.
Friedrich Ludwig Hirsch war der Sohn des Gutsbesitzers und Abgeordneten Georg Jakob Hirsch und dessen Ehefrau Anna Margharetha geborene Mahlerwein. Hirsch, der evangelischen Glaubens war, war Gutsbesitzer in Alsheim und heiratete am 21. März 1861 Wilhelmine Caroline Christine geborene Hottes.
Von 1890 bis 1899 gehörte er der Zweiten Kammer der Landstände an. Er wurde für den Wahlbezirk Rheinhessen 4/Osthofen gewählt.